# Дилтиазем
Дилтиазем (новолат. Diltiazem) — блокатор кальциевых каналов, производное бензотиазепина, обладает антиангинальным, антиаритмическим и гипотензивным эффектами.

## Физические свойства
Белый или не совсем белый кристаллический порошок с горьким вкусом. Нечувствителен к свету. Растворим в воде, метаноле, хлороформе.

## Фармакологическое действие
По действию близок к верапамилу, но несколько сильнее влияет на гладкие мышцы сосудов и проводящую систему сердца и меньше угнетает инотропную функцию миокарда. Сравнительно с нифедипином менее выражены периферическое вазодилататорное действие и рефлекторная тахикардия.
Дилтиазем блокирует потенциалзависимые кальциевые каналы L-типа и ингибирует вход ионов кальция в фазу деполяризации кардиомиоцитов и гладкомышечных клеток сосудов (снижает внутриклеточное содержание Ca2+). В результате торможения медленного деполяризующего потока кальция в клетки возбудимых тканей угнетает формирование потенциала действия и разобщает процесс «возбуждение-сокращение». Уменьшает сократимость миокарда, замедляет AV-проводимость, уменьшает ЧСС (не изменяет или незначительно уменьшает максимальную ЧСС при нагрузке), снижает потребность миокарда в кислороде несколькими механизмами (уменьшением потребления энергии миокардиальными клетками; уменьшение активности системы образования и проведения возбуждения с параллельным угнетением тахикардиальных реакций; понижение тонуса периферических артерий и артериол с параллельным понижением ОПСС, АД, т.е. посленагрузки), расширяет коронарные артерии, увеличивает коронарный кровоток, предотвращает или устраняет коронарный спазм, снижает тонус гладкой мускулатуры периферических артерий и ОПСС, проявляет (не всегда) незначительный отрицательным инотропный эффект (в концентрациях, при которых отсутствует отрицательный инотропный эффект, дилтиазем вызывает релаксацию гладкой мускулатуры коронарных сосудов и дилатацию как крупных, так и мелких артерий), редко вызывает постуральную гипотензию и рефлекторную тахикардию, улучшает мозговой и почечный кровоток.
Обладает дозозависимым антигипертензивным эффектом при легкой и умеренной гипертензии. Степень уменьшения АД коррелирует с уровнем гипертензии (у людей с нормальным АД отмечается лишь минимальное его понижение). Гипотензивное действие проявляется как в горизонтальном, так и в вертикальном положении.
Антиангинальный эффект обусловлен улучшением кровоснабжения миокарда и снижением его потребности в кислороде в результате снижения ОПСС, системного АД (постнагрузки), снижения тонуса миокарда и увеличения времени диастолического расслабления левого желудочка.
Антиаритмическое действие обусловлено подавлением транспорта Ca2+ в тканях сердца, что приводит к удлинению эффективного рефрактерного периода и замедлению проведения в AV узле (у больных с СССУ, людей пожилого возраста, у которых блокада Ca2+-каналов может препятствовать генерации импульса в синусном узле и вызывать SA блокаду).

### Клиническая фармакология
Длительная терапия не сопровождается гиперкатехоламинемией, увеличением активности ренин-ангиотензин-альдостероновой системы. Уменьшает почечные и периферические эффекты ангиотензина II.
Эффективность при суправентрикулярных тахикардиях связана с увеличением (на 20%) эффективного и функционального рефрактерного периода AV узла и удлинением времени проведения в AV узле (при нормальной ЧСС действие на AV узел минимально). Замедляет желудочковый ритм у пациентов с высокой частотой желудочковых сокращений при мерцании и трепетании предсердий. Восстанавливает нормальный синусовый ритм при пароксизмальной наджелудочковой тахикардии, прерывает циркуляцию возбуждения по типу re-entry при узловых тахикардиях и тахикардиях с реципрокным проведением, в т.ч. WPW-синдроме. Длительное применение сопровождается небольшим увеличением синоатриального интервала PR на ЭКГ. При синдроме слабости синусного узла достоверно увеличивает продолжительность синусового цикла. При мерцании и трепетании предсердий в условиях болюсного введения эффективно понижает ЧСС (не менее чем на 20% у 95% пациентов). Действие обычно наступает через 3 мин и достигает максимума в пределах 2-7 мин. Урежение ритма сохраняется в течение 1-3 ч. При длительном инфузионном введении понижение ЧСС на 20% отмечается у 83% пациентов и сохраняется после введения на период от 0,5 ч до 10 ч. Эффективность в восстановлении синусового ритма при пароксизмальных суправентрикулярных тахикардиях составляет 88% в течение 3 мин. У пациентов с выраженными изменениями миокарда левого желудочка (сердечная недостаточность, инфаркт миокарда, гипертрофическая кардиомиопатия) не изменяет сократимость, конечное дАД в левом желудочке и давление заклинивания легочных капилляров. Оказывает минимальное действие на гладкую мускулатуру ЖКТ. Длительная (8 мес) терапия не сопровождается развитием толерантности и изменением липидного профиля плазмы. Способен вызывать регрессию гипертрофии левого желудочка у больных с артериальной гипертензией. В обычных терапевтических дозах не влияет на смертность, однако у больных с признаками застоя в легких увеличивал частоту сердечно-сосудистых осложнений на 40%. У пациентов с острым инфарктом миокарда на фоне тромболитической терапии активатором плазминогена повышал частоту геморрагических осложнений в 5 раз.
Есть указания на возможность использования дилтиазема в реанимации. При реанимации с применением адреналина и хлористого кальция эффективность ниже, чем при замене хлористого кальция дилтиаземом; по-видимому, высокие концентрации дилтиазема препятствуют перегрузке, обусловленной клеточным кальцием и катехоламинами.
Кардиопротективному действию дилтиазема во многом способствует также его способность угнетать агрегацию тромбоцитов и улучшать реологические свойства крови.

## Фармакокинетика
Хорошо всасывается из ЖКТ (70-90%). Биодоступность составляет 40% (выражен эффект «первого прохождения» через печень). Cmax достигается через 2–4 ч (табл.), 3,9–4,3 ч (капс. 180 мг), 5–7 ч (табл. ретард), 6–14 ч (капс. пролонг.). Объем распределения 5,3 л/кг. T1/2 составляет 1–3 ч (при в/в введении), 3–4,5 ч (табл.), 5–7 ч (табл. ретард), 7,3–14,7 ч (капс. 180 мг). Связывается с белками плазмы на 70–80% (40% — с кислым альфа-гликопротеином, 30% — с альбумином). Действие развивается в течение 3 мин при быстром в/в введении, через 2–3 ч (капс. пролонг.) или 30–60 мин (табл.) при назначении внутрь. Длительность действия при приеме внутрь составляет 4–8 ч (табл.) и 12–24 ч (капс. пролонг.). Метаболизируется в печени путём деацетилирования, деметилирования при участии цитохрома P450 (в дополнение к конъюгации). Два основных метаболита, обнаруживаемые в плазме после приема внутрь — деацетилдилтиазем и дезметилдилтиазем. Деацетилированный метаболит обладает свойствами коронарного вазодилататора (концентрация в плазме составляет 10–20%, активность — 25–50% таковой дилтиазема), способен к кумуляции. При однократном в/в введении указанные метаболиты в плазме не обнаруживаются. Концентрируется в желчи и подвергается энтерогепатической циркуляции. Экскреция (в т.ч. метаболитов) осуществляется преимущественно через ЖКТ (60%) и в меньшей степени почками (35%). В моче определяются 5 метаболитов и 2–4% неизмененного препарата. Проникает в грудное молоко.

## Применение

### Показания
Стенокардия (стабильная, вазоспастическая); профилактика коронароспазма при проведении коронароангиографии или операции аортокоронарного шунтирования; артериальная гипертензия (монотерапия или в комбинации с др. антигипертензивными препаратами): после перенесенного инфаркта миокарда (преимущественно ретардные формы, когда противопоказаны бета-адреноблокаторы), у больных с сопутствующей стенокардией (при наличии противопоказаний к назначению бета-адреноблокаторов), у больных с диабетической нефропатией (когда противопоказаны ингибиторы АПФ). В/в - мерцание и трепетание желудочков, купирование пароксизма мерцательной аритмии (в сочетании с дигоксином), пароксизмальная суправентрикулярная тахикардия. В трансплантологии: после трансплантации почки (профилактика недостаточности трансплантата), при проведении иммуносупрессивной терапии (для уменьшения нефротоксичности циклоспорина А).

### Противопоказания
Гиперчувствительность, тяжелая артериальная гипотензия (систолическое давление ниже 90 мм рт.ст.); СССУ, AV блокада II-III ст. и SA блокада (за исключением пациентов с кардиостимулятором), синдром WPW или синдром Лауна-Ганонга-Левина в сочетании с трепетанием или фибрилляцией предсердий (кроме больных с кардиостимулятором), беременность, период лактации.

### С осторожностью
Дилтиазем с осторожностью применяют при AV-блокаде I степени, нарушениях внутрижелудочковой проводимости, у пациентов, склонных к артериальной гипотензии, хронической сердечной недостаточности, инфаркте миокарда с левожелудочковой недостаточностью, желудочковой тахикардии с расширением комплекса ORS, печеночной недостаточности, почечной недостаточности, у пациентов пожилого возраста, у детей (эффективность и безопасность применения не исследованы).

## Способ применения
Внутрь (перед приёмом пищи) от 30 мг 3—4 раза в день до 180—300 мг в сутки. Ретардные формы применяют по 90-180 мг 2 раза в день или по 240-500мг 1 раз в день. Максимальная доза — 360 мг/сут.
При нарушении функции почек или печени, а также у пожилых людей начальная доза — 30 мг 2 раза в сутки (с учетом ЧСС).
В/в — при неотложной терапии, но при необходимости может применяться в течение нескольких дней, дозы подбирают индивидуально. При купировании наджелудочковых тахикардий в/в за 2 мин — 0.15-0.25 мг/кг под постоянным контролем ритма сердца и АД; при отсутствии адекватного эффекта возможно повторное введение через 15 мин в дозе 0.35 мг/кг. В/в капельно — 0.2-1 мг/мин (2.8—14 мкг/кг/мин), не более 300 мг/сут. Добиться восстановления синусного ритма можно комбинацией 120 мг дилтиазема со 160 мг пропранолола. Эффект наступает в течение 20—40 мин. Для профилактики приступов наджелудочковой тахикардии — 240—360 мг/сут. При постоянной форме мерцания или трепетания предсердий дилтиазем добавляется к сердечным гликозидам в дозе до 240 мг/сут. При гипертензии в «малом» круге кровообращения назначают до 720 мг/сут.

## Побочные действия
- Со стороны сердечно-сосудистой системы и крови (кроветворение, гемостаз): преходящая гипотензия; брадикардия, нарушение проводимости I степени, уменьшение минутного объема сердца, сердцебиение, обморок, эозинофиллия.
- Со стороны нервной системы и органов чувств: головная боль, головокружение, слабость, ощущение усталости.
- Со стороны мочеполовой системы: периферические отеки, нарушение потенции (отдельные случаи).
- Со стороны органов ЖКТ: диспептические явления (запор или понос, тошнота, изжога и др., чаще у больных пожилого возраста), гиперплазия слизистой оболочки десен (редко).
- Со стороны кожных покровов: потливость, покраснение кожи.
- Аллергические реакции: кожная сыпь и зуд, редко - экссудативная мультиформная эритема.
- Прочие: повышение активности трансаминаз (АЛТ, АСТ), ЛДГ и щелочной фосфатазы, гипергликемия (отдельные случаи).

## Передозировка
- Симптомы: брадикардия, гипотензия, внутрисердечная блокада и сердечная недостаточность.
- Лечение: промывание желудка, назначение активированного угля, плазмаферез и гемоперфузия с использованием активированного угля. Свойствами антидота обладают препараты кальция (кальция глюконат) при в/в введении, симптоматическая терапия — введение атропина, изопротеренола, дофамина или добутамина, диуретиков, инфузия жидкостей. При высоких степенях AV блокады возможно проведение электрической кардиостимуляции.

## Взаимодействие
Потенциально опасными являются комбинации с бета-адреноблокаторами, хинидином и др. антиаритмическими ЛС I-a класса, сердечными гликозидами (чрезмерная брадикардия, замедление AV проводимости, снижение сократимости миокарда с развитием признаков СН). Прокаинамид, хинидин и др. ЛС, вызывающие удлинение интервала Q-T, повышают риск его значительного удлинения. Может повышать биодоступность пропранолола. Средства для ингаляционной анестезии (производные углеводородов), тиазидные диуретики и др. ЛС, снижающие АД, усиливают гипотензивный эффект дилтиазема. Циметидин увеличивает концентрацию дилтиазема в крови; фенобарбитал, диазепам, рифампицин - снижают. Повышает концентрацию в крови циклоспорина, карбамазепина, теофиллина, хинидина, вальпроевой кислоты и дигоксина (может потребоваться снижение дозы). Возможно одновременное назначение нитратов (в т.ч. пролонгированных форм). Усиливает кардиодепрессивное действие общих анестетиков. Препараты Li+ могут усиливать нейротоксическое действие дилтиазема (тошнота, рвота, диарея, атаксия, дрожание и/или шум в ушах). Индометацин (и др. НПВП), ГКС и эстрогены, а также симпатомиметические ЛС снижают гипотензивный эффект. Растворы дилтиазема фармацевтически несовместимы с раствором фуросемида.